# Sättna kyrka
Sättna kyrka är en kyrkobyggnad i Kovland, som tillhör Sättna församling Härnösands stift.

## Kyrkobyggnaden
Äldsta kända kyrkan var byggd av sten och låg sydväst om nuvarande kyrkplats. Någon gång på 1500-talet ramlade kyrkan ihop och ersattes av ett träkapell på samma plats. På grund av vattensjuk mark byggdes 1651 en ny träkyrka en bit bort från den förra.
Åren 1742-1748 uppfördes nuvarande träkyrka med åttakantig grundplan. Åren 1862-1865 genomfördes en restaurering. Åren 1910-1911 genomgick kyrkan en ombyggnad då ett nytt kyrktorn av tegel uppfördes vid västra sidan. Gamla sakristian omvandlades då till kor och en ny sakristia tillkom. Vid en omfattande restaurering 1950-1952 försågs kyrkan med nytt yttertak och innertak.

## Inventarier
- En madonnaskulptur är från 1500-talet.
- Dopfunten är tillverkad av David Wretling.
- En träskulptur föreställande Jesus och Simon från Kyrene är utförd av Carl Elmberg.